# Rezolucija Vijeća sigurnosti UN-a 1160
Rezolucijom Vijeća sigurnosti UN-a 1160, usvojenom 31. ožujka 1998., nakon što je primilo na znanje situaciju na Kosovu, Vijeće je, djelujući prema Poglavlju VII Povelje Ujedinjenih naroda, uvelo embargo na oružje i ekonomske sankcije Saveznoj Republici Jugoslaviji, u nadi da će prestati korištenje prekomjerne sile od strane vlade.
Neke su zemlje predložile uvođenje sveobuhvatnog embarga na oružje Srbiji i Crnoj Gori, uključujući Kosovo. Vijeće sigurnosti osudilo je nasilje koje je srbijanska policija primijenila protiv mirnih demonstranata, te terorističke akcije Oslobodilačke vojske Kosova.
Jugoslavija je pozvana da traži političko rješenje sukoba, dok su kosovski Albanci pozvani da osude sve terorističke akcije i da svoje ciljeve ostvaruju mirnim putem. Navedeno je da je jedini način da se izbjegne daljnje nasilje da se zajednici kosovskih Albanaca omogući istinski politički proces i izgledi za značajnu autonomiju i samoodređenje.
Djelujući prema Poglavlju VII., Vijeće je Srbiji i Crnoj Gori uvelo embargo na oružje i osnovalo Odbor za praćenje njegove provedbe i predlaganje poboljšanja. Mjere bi bile revidirane ako bi u izvješćima glavnog tajnika Kofija Annana, Organizacije za europsku sigurnost i suradnju, Kontaktne skupine i Europske unije navela da su Srbija i Crna Gora započele dijalog, povukle svoje policijske snage, dopustile pristup agencijama za humanitarnu pomoć i prihvaćenim misijama OESS-a i Visokog povjerenika Ujedinjenih naroda za izbjeglice u regiji.
Rezolucija je zaključena traženjem od tužitelja Međunarodnog kaznenog suda za bivšu Jugoslaviju da počne prikupljati informacije o kršenjima ljudskih prava, potvrđujući da će biti uvedene daljnje mjere ako ne bude konstruktivnog napretka. Rezolucijom 1367 (2001.) ukinut je embargo na oružje. 
Rezolucija 1160 odobrena je s 14 glasova za, niti jednim protiv, uz jedan suzdržani glas Kine, koja je tvrdila da je to unutarnje pitanje.

## Posljedice
Kosovska verifikacijska misija nastojala je provjeriti usklađenost s Rezolucijom 1160.  Odluka je zanemarena:
NATO je tada planirao intervenirati silom.

## Vanjske poveznice
| Wikizvor | Engleski Wikizvor ima izvorni tekst na temu: United Nations Security Council Resolution 1160 |

- Text of the Resolution at undocs.org